# Pièce d'identité (émission de télévision)
Cet article concerne une émission de télévision. Pour la notion administrative, voir Pièce d'identité.
Pièce d’identité est une émission de télévision québécoise de divertissement animée par Mélanie Maynard et diffusée du 7 janvier au 9 avril 2008 sur VRAK.TV. Chaque semaine, une vedette québécoise se rend derrière une miroir sans tain, ce qui empêche l’interviewé de voir de l’autre côté du miroir, et ce dernier est interviewé par des jeunes, qui sont présidés par Mélanie Maynard. Pendant l’entrevue, l’invité doit faire des tâches loufoques, comme répondre aux questions en répondant avec la voix d’un personnage que la personne a doublé, si l’invité est un acteur de doublage par exemple. Vers la fin de l’émission, un « invité mystère » se joint aux jeunes et à Mélanie. Cet « invité mystère » doit poser des questions à l’interviewé, alors que ce dernier doit deviner qui est cet invité.

## Réception
L'émission n'a pas connu un fort succès et a arrêté sa diffusion après 3 mois de diffusion seulement. Selon certaines critiques, l'émission s'adressait un peu plus à un public adulte qu'adolescents.

## Invités
Voici la liste des invités, par ordre alphabétique, qui ont participé à l’émission :
- Réal Bossé
- Réal Béland
- Stéphane Bellavance
- Sébastien Benoit
- Pierre Brassard
- Geneviève Borne
- Hélène Bourgeois Leclerc
- Sophie Cadieux
- Michel Charette
- François Chénier
- Véronique Cloutier
- Lise Dion
- Les Denis Drolet
- Cathy Gauthier
- Charles Lafortune
- Joël Legendre
- Didier Lucien
- Marie-Mai
- Sylvain Marcel
- Louis Morissette
- Mélanie Maynard (l’animateur était Stéphane Bellavance pour cette occasion)
- Martin Petit
- Mahée Paiement
- Julien Poulin
- Éric Salvail
- Andrée Watters